# París-Corrèze
La París-Corrèze es una carrera ciclista profesional por etapas que se disputa en Francia. 
La prueba fue impulsada por el exciclista profesional Laurent Fignon se disputa desde 2001 ininterrumpidamente. Durante las primeras ediciones constaba de tres etapas, pero actualmente y desde 2006 se disputa solamente sobre dos. Desde la creación de los Circuitos Continentales UCI en 2005 forma parte del UCI Europe Tour, en la categoría 2.1.
La prueba transcurre por el Macizo Central, partiendo del sur de París (departamento de Cher) y finalizando en el departamento de Corrèze, pese a ello, los habituales ganadores de la prueba son hombres rápidos o incluso sprinters.
El primer ganador fue el noruego Thor Hushovd. Ningún corredor ha sido capaz de imponerse en más de una ocasión.

## Palmarés
| Año  | Ganador              | Segundo             | Tercero           |
| ---- | -------------------- | ------------------- | ----------------- |
| 2001 | Thor Hushovd         | Saulius Ruškys      | Scott Sunderland  |
| 2002 | Baden Cooke          | Bernhard Eisel      | René Haselbacher  |
| 2003 | Cédric Vasseur       | Christophe Rinero   | Rik Verbrugghe    |
| 2004 | Philippe Gilbert     | Simon Gerrans       | Koen de Kort      |
| 2005 | Frédéric Finot       | Christophe Le Mével | Christophe Rinero |
| 2006 | Didier Rous          | Rémi Pauriol        | Noan Lelarge      |
| 2007 | Edvald Boasson Hagen | Oscar Gatto         | Radoslav Rogina   |
| 2008 | Miyataka Shimizu     | Brice Feillu        | Noan Lelarge      |
| 2009 | Francisco Ventoso    | Freddy Bichot       | Laurent Beuret    |
| 2010 | Mickaël Buffaz       | Gianni Meersman     | Johan Le Bon      |
| 2011 | Samuel Dumoulin      | Bert De Waele       | Thomas Degand     |
| 2012 | Egoitz García        | Guillaume Bonnafond | Johann Tschopp    |

## Palmarés por países
| País      | Victorias |
| --------- | --------- |
| Francia   | 5         |
| España    | 2         |
| Noruega   | 2         |
| Australia | 1         |
| Bélgica   | 1         |
| Japón     | 1         |